# Nicolò Demiliani
Nicolò Demiliani (Turbigo, 30 agosto 2003) è un canottiere italiano.

## Biografia
La sua squadra di club è la SC Varese.
Ai mondiali di Belgrado 2023 si è laureato campione iridato nel quattro di coppia pesi leggeri, assieme a Luca Borgonovo, Pietro Ruta e Matteo Tonelli.

## Palmarès
- Mondiali

Belgrado 2023: oro nel 4 di coppia pesi leggeri;
- Europei U23

Hazewinkel 2022: oro nel 4 di coppia pesi leggeri;